# Morti nel 2002/Luglio
| Questa pagina contiene informazioni ricavate automaticamente dalle voci biografiche con l'ausilio del template Bio e di un bot. L'aggiornamento è periodico e automatico e ricostruisce completamente la pagina. Se manca una persona in questa lista, sei pregato di non aggiungerla, ma accertati piuttosto che la sua voce biografica contenga il template Bio e che i dati anagrafici siano correttamente compilati. Se il template Bio manca, inseriscilo tu stesso o, in alternativa, metti l'avviso {{tmp\|Bio}} che ne segnala la mancanza. Se i dati riportati sono sbagliati, correggi direttamente la voce biografica; le modifiche saranno visibili in questa lista entro pochi giorni. Per chiarimenti vedi il progetto biografie. La lista contiene solo le 108 persone che sono citate nell'enciclopedia e per le quali è stato implementato correttamente il template Bio. Pagina aggiornata al 10 giu 2025. |

- 1º luglio - John Barr, cestista statunitense (n. 1918)
- 1º luglio - Maritta Wolff, scrittrice statunitense (n. 1918)
- 2 luglio - Lucio Ardenzi, cantante, attore e regista italiano (n. 1922)
- 2 luglio - Earle Brown, compositore statunitense (n. 1926)
- 2 luglio - Ray Brown, contrabbassista statunitense (n. 1926)
- 2 luglio - Antonio Cossu, scrittore italiano (n. 1927)
- 2 luglio - Jean-Yves Daniel-Lesur, compositore e organista francese (n. 1908)
- 2 luglio - Mario Saracino, calciatore e allenatore di calcio italiano (n. 1917)
- 3 luglio - Michel Henry, filosofo francese (n. 1922)
- 4 luglio - Tonino Domenicali, ciclista su strada, pistard e dirigente sportivo italiano (n. 1936)
- 4 luglio - Angelo Frontoni, fotografo italiano (n. 1929)
- 4 luglio - Mansoor Hekmat, filosofo, economista e politologo iraniano (n. 1951)
- 4 luglio - Kenneth Ross MacKenzie, fisico statunitense (n. 1912)
- 4 luglio - Carlo Piccioni, calciatore italiano (n. 1932)
- 4 luglio - Laurent Schwartz, matematico francese (n. 1915)
- 5 luglio - Dorothy Hann, modella statunitense
- 5 luglio - Katy Jurado, attrice messicana (n. 1924)
- 5 luglio - Reinhard Wenskus, storico tedesco (n. 1916)
- 5 luglio - Ted Williams, giocatore di baseball e allenatore di baseball statunitense (n. 1918)
- 6 luglio - Dhirubhai Ambani, imprenditore indiano (n. 1932)
- 6 luglio - Elisa Maria Boglino, pittrice danese (n. 1905)
- 6 luglio - John Frankenheimer, regista statunitense (n. 1930)
- 6 luglio - Guerino Galzerano, scultore italiano (n. 1922)
- 6 luglio - Cheikh El Hasnaoui, cantante algerino (n. 1910)
- 6 luglio - Kenneth Koch, poeta, sceneggiatore e romanziere statunitense (n. 1925)
- 6 luglio - Pietro Valpreda, anarchico, scrittore e poeta italiano (n. 1932)
- 7 luglio - Bison Dele, cestista statunitense (n. 1969)
- 7 luglio - Domenico Farias, giurista e filosofo italiano (n. 1927)
- 7 luglio - Bruno Arturovič Frejndlich, attore sovietico (n. 1909)
- 7 luglio - Ray Wood, allenatore di calcio e calciatore inglese (n. 1931)
- 8 luglio - Ward Kimball, animatore statunitense (n. 1914)
- 8 luglio - Patativa do Assaré, poeta, scrittore e cantastorie brasiliano (n. 1909)
- 8 luglio - Earl Shannon, cestista statunitense (n. 1921)
- 9 luglio - Cesare Benedetti, calciatore e pittore italiano (n. 1920)
- 9 luglio - Dave Sorenson, cestista statunitense (n. 1948)
- 9 luglio - Rod Steiger, attore statunitense (n. 1925)
- 10 luglio - Ferruccio De Lorenzo, politico e medico italiano (n. 1904)
- 10 luglio - Albertin Disseaux, ciclista su strada belga (n. 1914)
- 10 luglio - Kirk Kilgour, pallavolista e allenatore di pallavolo statunitense (n. 1947)
- 10 luglio - Walter McCrone, chimico statunitense (n. 1916)
- 11 luglio - Carlo Todros, antifascista e superstite dell'Olocausto italiano (n. 1923)
- 12 luglio - Mary Carew, velocista statunitense (n. 1913)
- 12 luglio - Guglielmo Pesenti, pistard italiano (n. 1933)
- 12 luglio - Gilberto Pogliano, calciatore italiano (n. 1908)
- 12 luglio - Assassinio di Jong-Ok Shin, sudcoreana (n. 1976)
- 12 luglio - Josefina de la Torre, poetessa, romanziera e cantante lirica spagnola (n. 1907)
- 13 luglio - Yousuf Karsh, fotografo canadese (n. 1908)
- 14 luglio - Igor' Ansov, matematico statunitense (n. 1918)
- 14 luglio - Joaquín Balaguer, saggista, scrittore e politico dominicano (n. 1906)
- 14 luglio - Secondo Barisone, ciclista su strada italiano (n. 1925)
- 14 luglio - Cosetta Greco, attrice italiana (n. 1930)
- 14 luglio - Santiago Llaver, politico argentino (n. 1916)
- 15 luglio - Barbara Randolph, cantante e attrice statunitense (n. 1942)
- 15 luglio - Vincent Trần Ngọc Thụ, presbitero vietnamita (n. 1918)
- 16 luglio - John Cocke, informatico statunitense (n. 1925)
- 16 luglio - Antonella Della Porta, attrice italiana (n. 1927)
- 16 luglio - Oleksandr Kolčyns'kyj, lottatore sovietico (n. 1955)
- 17 luglio - Ubiratan Pereira Maciel, cestista brasiliano (n. 1944)
- 17 luglio - Harry Gerstad, montatore statunitense (n. 1909)
- 17 luglio - Joseph Luns, politico e diplomatico olandese (n. 1911)
- 17 luglio - George Rickey, artista statunitense (n. 1907)
- 17 luglio - André Simonyi, calciatore francese (n. 1914)
- 18 luglio - Pacifico Cuman, calciatore italiano (n. 1935)
- 18 luglio - Györgyi Marvalics-Székely, schermitrice ungherese (n. 1924)
- 19 luglio - Alan Lomax, etnomusicologo, antropologo e produttore discografico statunitense (n. 1915)
- 19 luglio - Silvano Tessari, ciclista su strada italiano (n. 1933)
- 19 luglio - Vladimir Vasjutin, cosmonauta sovietico (n. 1952)
- 20 luglio - Michalīs Krītikopoulos, calciatore greco (n. 1946)
- 20 luglio - Giovanni Pozzi, religioso e critico letterario svizzero (n. 1923)
- 20 luglio - Günther Ziehl, ingegnere e imprenditore tedesco (n. 1913)
- 21 luglio - Gus Dudgeon, produttore discografico britannico (n. 1942)
- 22 luglio - Joyce Cooper, nuotatrice britannica (n. 1909)
- 22 luglio - Giuseppe Corradi, calciatore e allenatore di calcio italiano (n. 1932)
- 22 luglio - Eduard Hundt, calciatore tedesco (n. 1909)
- 22 luglio - Viktor Mineev, pentatleta sovietico (n. 1937)
- 22 luglio - Vicente Sartorius y Cabeza de Vaca, bobbista spagnolo (n. 1931)
- 22 luglio - Salah Shahada, palestinese (n. 1953)
- 22 luglio - Ahmad bin Salman Al Sa'ud, militare e imprenditore saudita (n. 1958)
- 23 luglio - Gunnar Andreassen, calciatore norvegese (n. 1913)
- 23 luglio - Leo McKern, attore australiano (n. 1920)
- 23 luglio - Chaim Potok, scrittore e rabbino statunitense (n. 1929)
- 24 luglio - Maurice Denham, attore britannico (n. 1909)
- 24 luglio - Mustafa Mansour, calciatore egiziano (n. 1914)
- 24 luglio - Kamel Mosaoud, calciatore egiziano (n. 1914)
- 25 luglio - Abdel Rahman Badawi, filosofo e poeta egiziano (n. 1917)
- 25 luglio - Johannes Joachim Degenhardt, cardinale e arcivescovo cattolico tedesco (n. 1926)
- 25 luglio - Hans Dorjee, allenatore di calcio e calciatore olandese (n. 1941)
- 25 luglio - Rudi Dornbusch, economista tedesco (n. 1942)
- 25 luglio - Ottiero Ottieri, scrittore, sociologo e traduttore italiano (n. 1924)
- 25 luglio - Lucia Pamela, cantante e musicista statunitense (n. 1904)
- 25 luglio - Dirk Sanders, ballerino, attore e coreografo francese (n. 1933)
- 26 luglio - Tony Anholt, attore britannico (n. 1941)
- 26 luglio - Luigi Baldacci, critico letterario, giornalista e italianista italiano (n. 1930)
- 26 luglio - Iosif Culineac, pallanuotista rumeno (n. 1941)
- 26 luglio - Aldo Moretti, presbitero e partigiano italiano (n. 1909)
- 26 luglio - André Roosenburg, calciatore olandese (n. 1923)
- 27 luglio - Anatolij Bašaškin, calciatore e allenatore di calcio sovietico (n. 1924)
- 27 luglio - Krishan Kant, politico indiano (n. 1927)
- 28 luglio - Archer John Porter Martin, biochimico britannico (n. 1910)
- 29 luglio - Elmar Frings, pentatleta tedesco (n. 1939)
- 29 luglio - Renato Pirocchi, pilota automobilistico italiano (n. 1933)
- 30 luglio - Ed Bruneteau, hockeista su ghiaccio e allenatore di hockey su ghiaccio canadese (n. 1919)
- 30 luglio - Emilio Iarrusso, politico, paroliere e giornalista italiano (n. 1925)
- 30 luglio - Stephen Lysak, canoista statunitense (n. 1912)
- 30 luglio - Phil Smith, cestista statunitense (n. 1952)
- 30 luglio - Rudolf Zibrínyi, calciatore cecoslovacco (n. 1925)
- 31 luglio - Boris Aleksandrov, hockeista su ghiaccio kazako (n. 1955)
- 31 luglio - Ernesto Zanardi, politico italiano (n. 1910)